# Alicates universals

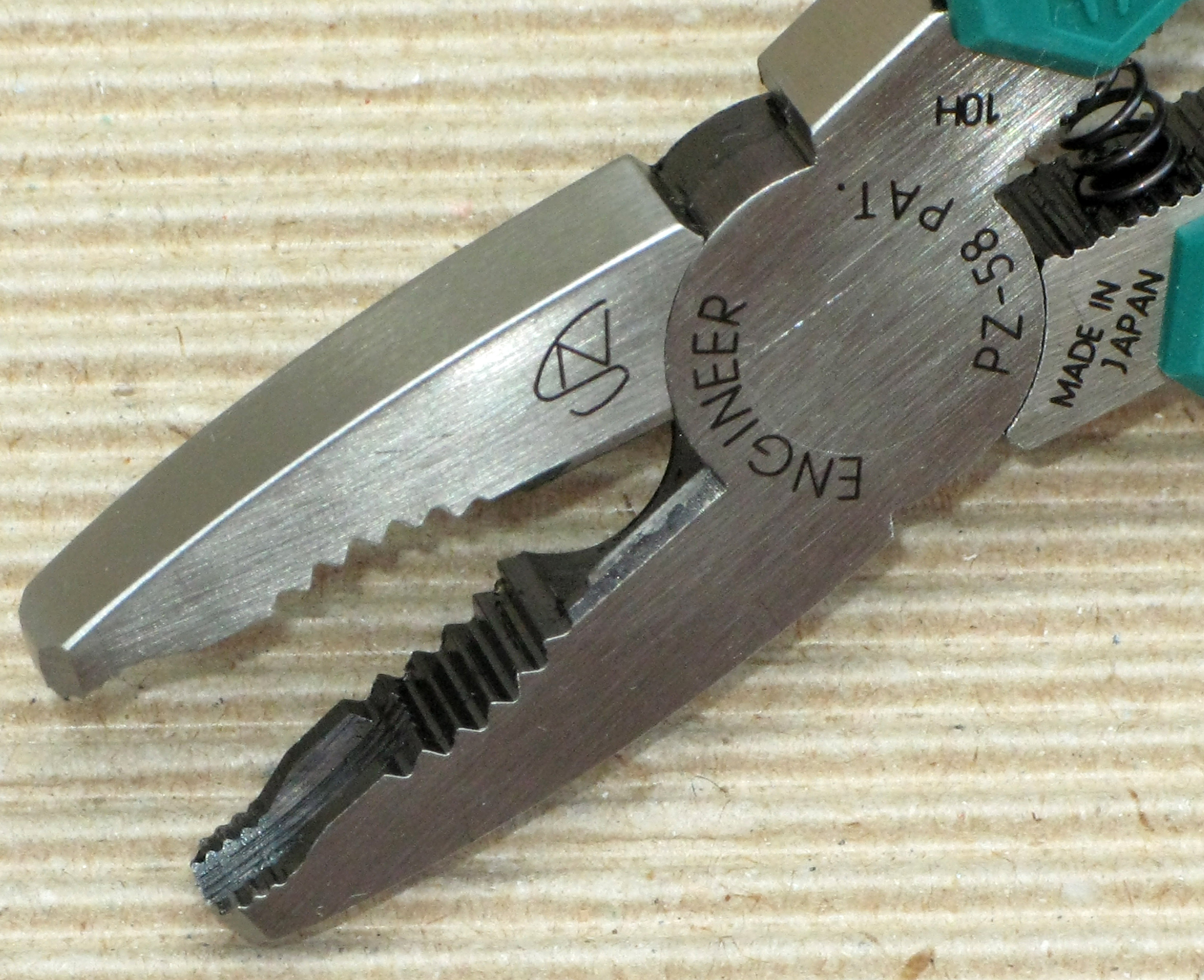
Alicates universals amb molla helicoidal

Unes alicates universals són una eina per al treball manual. Es compon de dues peces de metall, connectades d'una manera similar a les tisores, formant una mena de pinces s'utilitzen per manipular l'objecte per sostenir-lo com si fos una mordassa, doblegar-lo, tallar-lo o per pelar-lo en el cas de cables elèctrics. L'interior del cap és aplanada i té una textura superficial rugosa, antilliscant. El cap té un forat ovalat i un tallador de cable, sovint utilitzat per pelar cables elèctrics. El mànec sol estar cobert amb plàstic o un altre material aïllant amb una forma confortable a la mà.
Les alicates universals són una combinació d'un nombre de pinces en una sola. Tanmateix permeten realitzar les funcions igual de bé que cada eina per separat, sent una excel·lent eina d'electricista (lineman). En realitat, reuneixen diverses funcions en una sola eina a la vegada: unes alicates planes, unes mordasses i unes alicates de tall per tallar filferro.

## Usos
S'utilitzen:

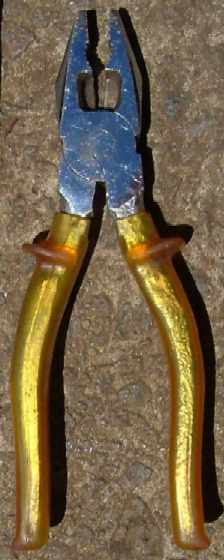
Alicates universals tipus Lineman

- Com alicates: s'utilitzen per pressionar dos objectes l'un contre l'altre, per al manteniment general, etc.
- Com alicates de tall: s'utilitzen per tallar fil elèctric, cables, etc.
- Com pinces: s'utilitzen per estrènyer tots els objectes que cal aguantar temporalment (fil elèctric, cables, tubs, peces de treball, closques de fruits secs), etc.
- Com tenalles: Per arrencar claus, cargols, etc.

## Variants
Hi ha també unes alicates en què els mànecs es poden plegar de manera que cobreixin la mordassa, quedant d'una mida molt compacta per portar a la butxaca. Aquestes eines solen tenir diversos ganivets, tornavisos, obridor d'ampolles i altres eines similars a la navalla suïssa.